# Puig de Coma Negra
Le puig de Coma Negra (nom catalan signifiant « mont de la combe noire » en français) est un sommet des Pyrénées situé sur la commune françaises de Lamanère dans le département des Pyrénées-Orientales. Se situant sur la frontière franco-espagnole, c'est le point le plus méridional de la France continentale. Il culmine à 1 554 mètres selon l'Institut national de l'information géographique et forestière (France), 1 557 m selon l'Institut Cartogràfic i Geològic de Catalunya (Catalogne) et l'Institut géographique national (Espagne).

## Géographie

### Topographie
La montagne se trouve le long de la ligne de partage des eaux principale des Pyrénées. Alors qu'ailleurs, la ligne de partage des eaux pyrénéenne suit souvent une ligne continue et clairement définie de hauteurs (comme dans la section Costabonne - Puigmal plus à l'ouest, et le long de la crête des Albères plus à l'est), dans cette section, la ligne de partage des eaux est plus fragmentée, avec un certain nombre de sommets relativement isolés tels que Coma Negra. Parmi les autres sommets importants et relativement isolés de ce secteur, on peut citer le mont Negre (ca), le serrat de Cogull et le mont Capell (ca) (tous sur du granite hercynien), ainsi que le pic de Bassegoda (calcaire de l'Éocène inférieur).
Les cours d'eau de part et d'autre de cette partie de la ligne de partage des eaux sont, au nord, les affluents supérieurs du Tech et, au sud, la Muga et ses affluents supérieurs ainsi que les affluents du Fluvià. Ces cours d'eau ont façonné le paysage caractéristique de cette région en exploitant à la fois la sensibilité à l'érosion des zones de failles et les variations de résistance à l'érosion au sein de, et entre, les différentes lithologies de ce secteur.

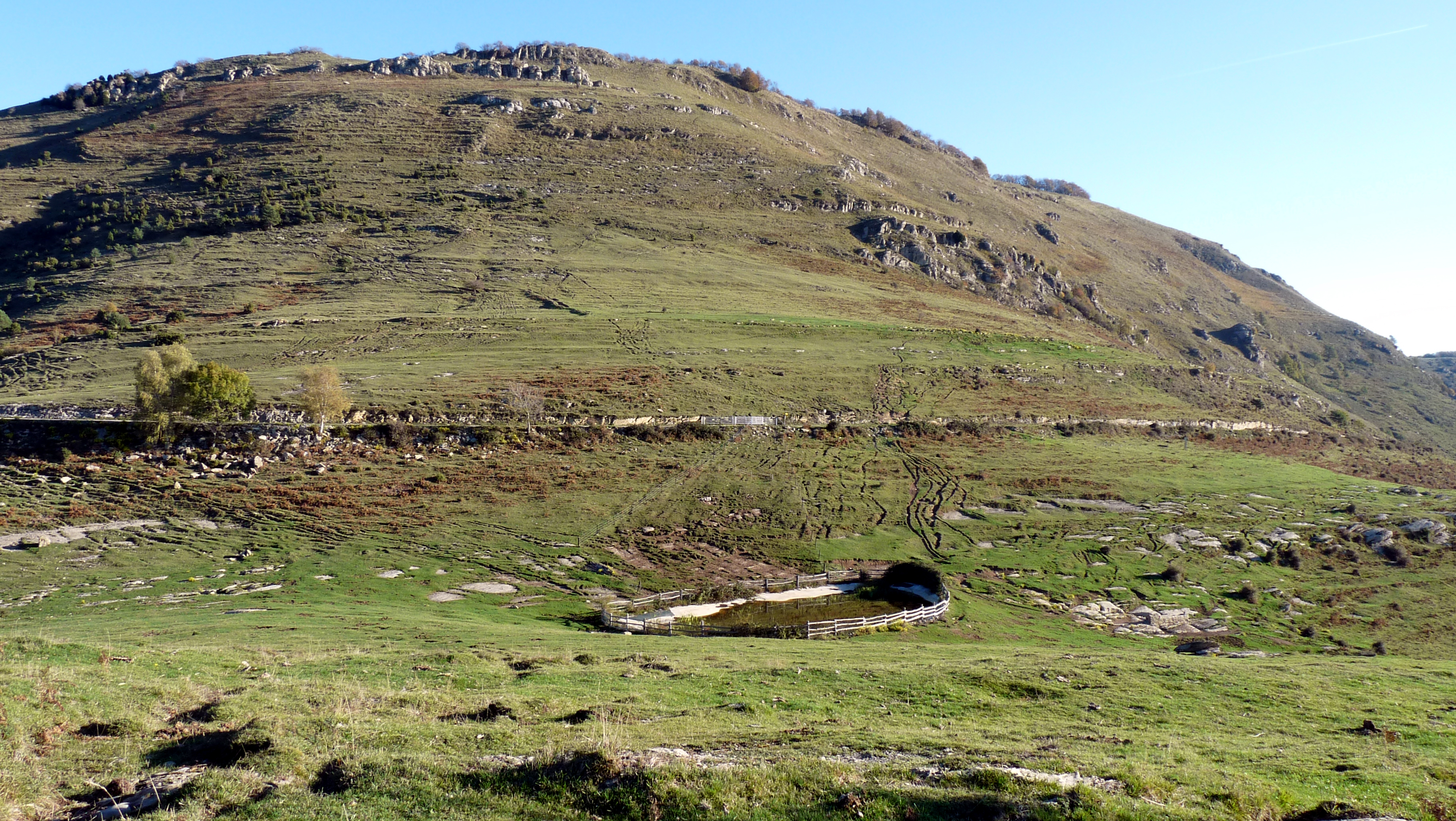
Vue de la face sud de la Coma Negra depuis la Balsa de Monars.
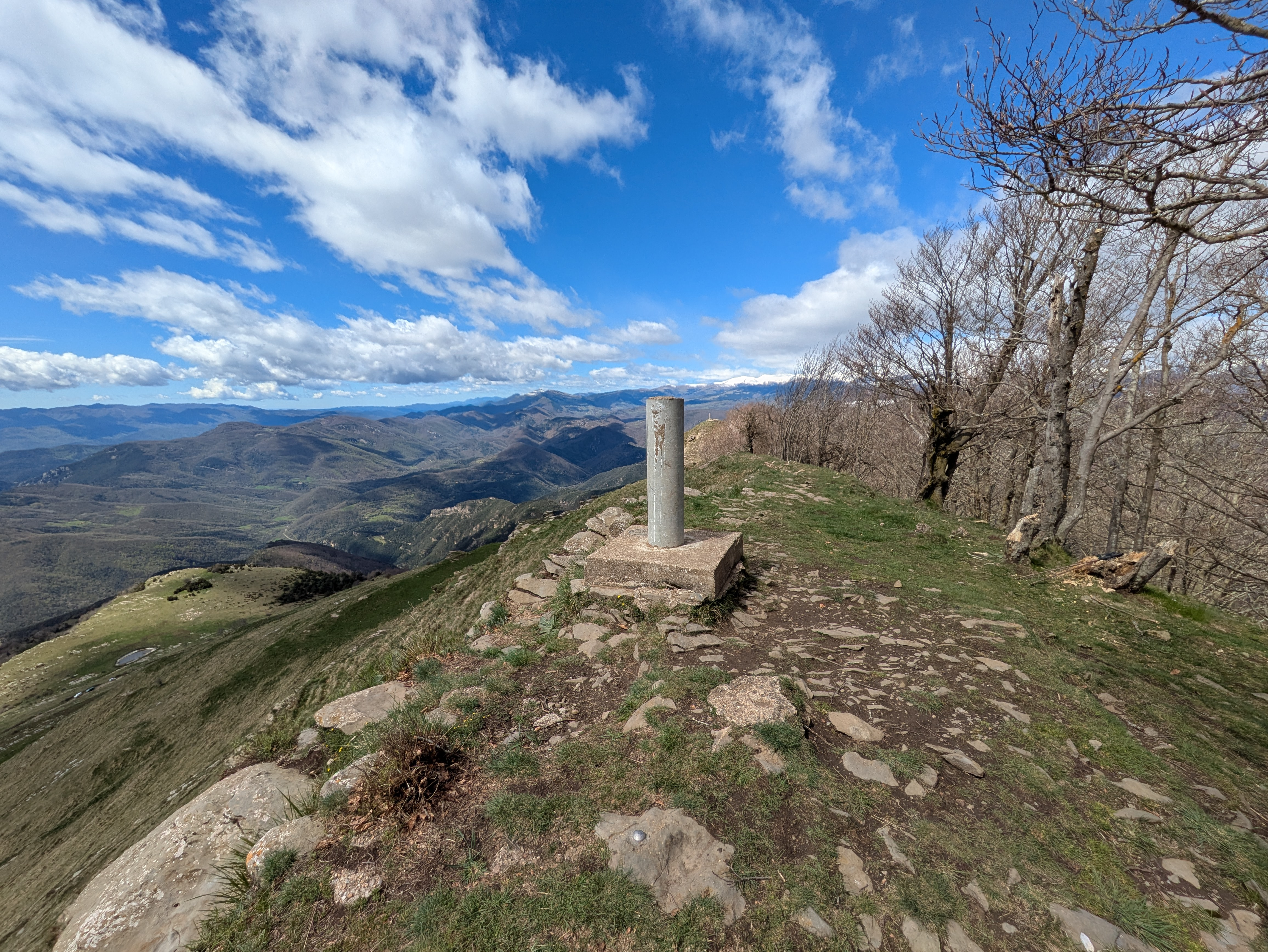
Vue du sommet vers le sud-ouest.
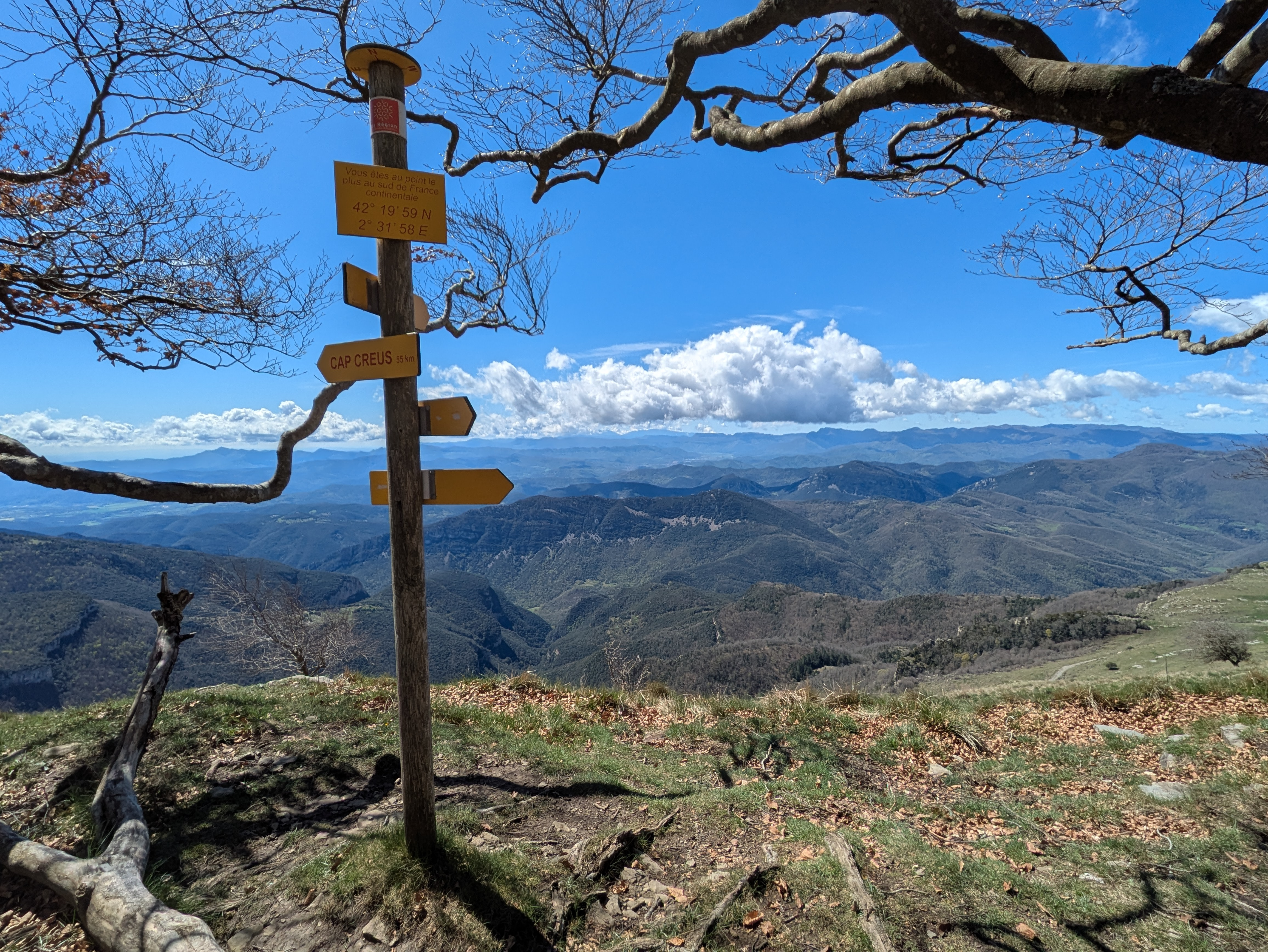
Le point le plus au sud de France métropolitaine continentale (à côté du sommet).
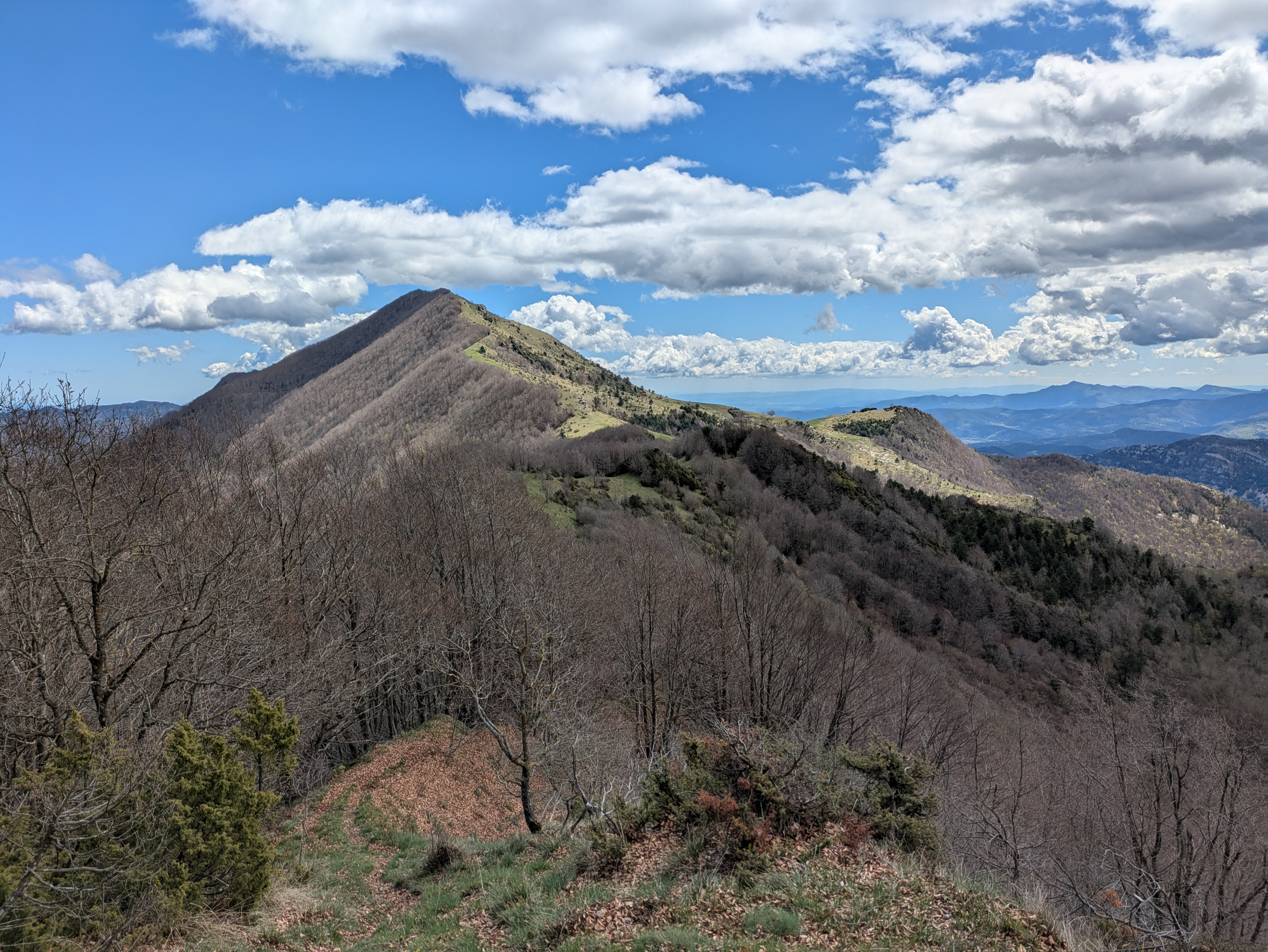
Vue du puig de Coma Negra depuis l'ouest.

### Géologie

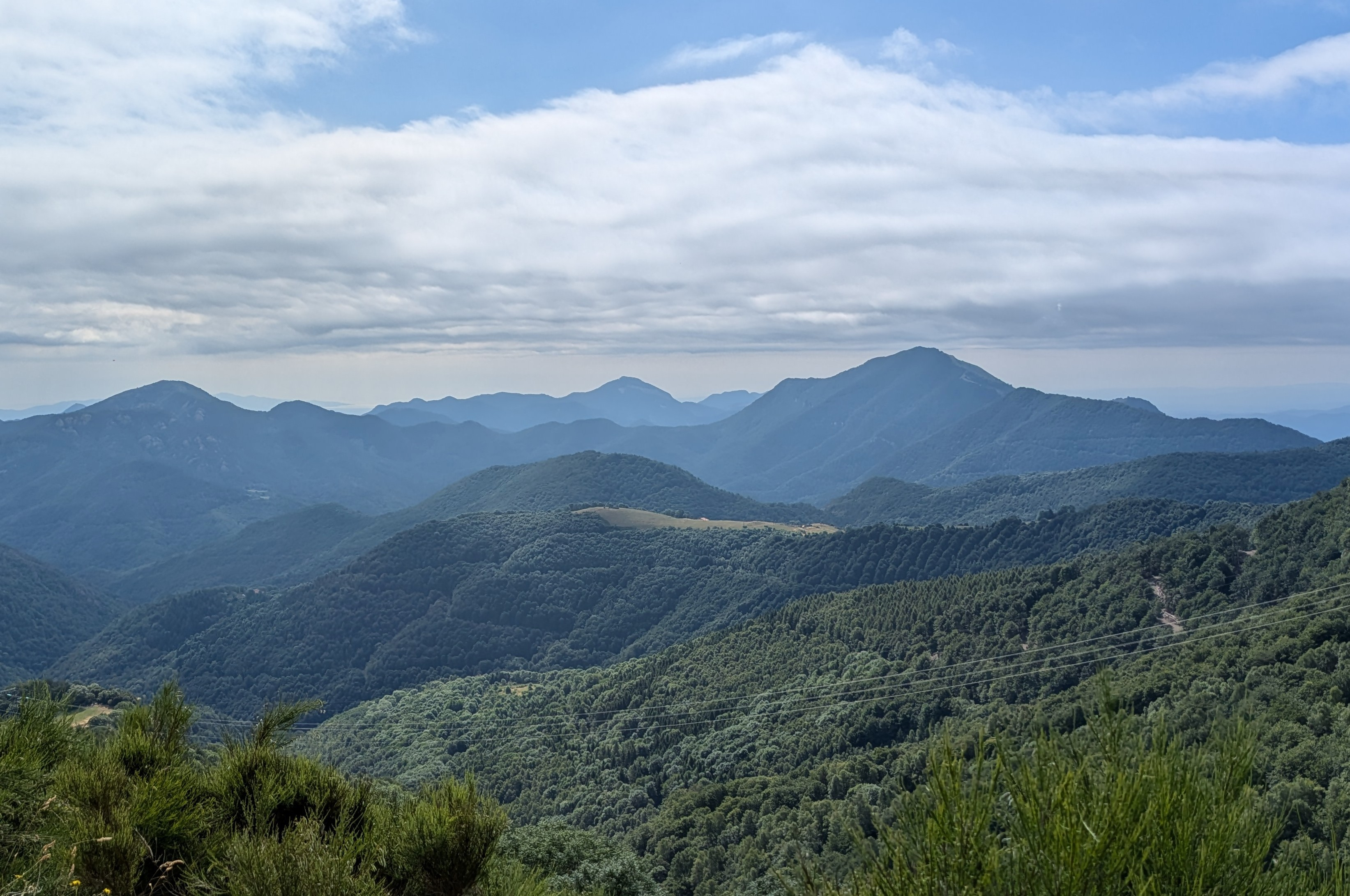
Puig de Coma Negra (le sommet proéminent à droite), vu depuis les environs du coll d'Ares. Le sommet proéminent au centre, au loin, est le pic de Bassegoda, en Catalogne (1373 mètres). Le sommet proéminent à l'extrême gauche est le mont Negre (1425 mètres).

Le puig de Coma Negra repose sur des marnes de l'Éocène inférieur. Il se trouve près de la limite sud de la zone axiale pyrénéenne, dans un secteur où le réseau de failles est particulièrement complexe,.